# Śnieżna Studnia
Śnieżna Studnia (Kościół, Kościółek, pod Kościółkiem, Śnieżna Jama, Śnieżna Awen, Lodowa pod Kotlinami, Jaskinia pod kotlinami) je jeskyně v Dolině Małej Laki v polské části Západních Tater. Je druhou nejdelší i nejhlubší jeskyní v Polsku. Jeskyně má dva vstupní otvory na severovýchodním úbočí Malolučňiaka blízko Jaskine pod Śnieżna studna, na okraji stěny spadající z Kotlin do Nižnej Świstówki ve výši 1 748 a 1756 m n. m..
Některé prostory jeskyně jsou málo prozkoumané. Téměř každý rok však jeskyňáři objevují nové. Do září 2017 bylo objeveno 13 200 m nových chodeb a denivelace dosáhla 763 m.

## Popis jeskyně
Jeskyně se začíná sérií vertikálních studní (z nich největší je Studnia Wazeliniarzy - 230 m) dosahujících hloubku 500 m pod vstupními otvory. V této hloubce se začínají horizontální jeskyně s komíny a studnami. Tyto prostory nejsou ještě prozkoumané.
- Studna wejściowe jsou otvory pokryté ledem Sali z Madonna (8 × 12 metrů). O několik metrů níže je Sala ze Zlomami. Zde začíná série studní s bočními chodbami: Studnia Kozika, Studnia pod Dziadkiem, Studnia 40-lecia PRL, Studnia Zakopiańczyków, Studnia Huczącego Młota a Studnia Wazeliniarzy.
- Sifon Drzemiący od dna Studni Wazeliniarzy přes Studnię P.8 (s vodopádom), Salę Jednego Junaka, III Biwak, Studnię Niespodziankę, Studnię Kilaków je možné se dostat k podzemní řece Yeke-Yeke s jezírkem. Pod jeho hladinou je vchod do sifonu Drzemiącego. Dosud je prozkoumán do hloubky 32 m. Toto je nejníže dosažen bod v jeskyni v hloubce - 725,2 m.
- Górne Partie vycházejí ze Sali ze Złomami. Kromě jiných je tam Sala pod Powałą, Sala nad Progiem, Gładka Studnia (hluboká 21 m) a meander Made in Japan(nejvyšší bod jeskyně + 37,8 m).
- Partie w okolicach Studni Wazeliniarzy - nachází se zde několik chodeb a studny, z nichž lze zmínit  Studniu Ej-nom-ej, Meander Wampirów, Komin Energetycznego Wampira, Komin Myk-Myk, Wielku Szczelinu.
- Dziki Zachód jsou to velmi rozsáhlé prostory jeskyně, které se začínají za Wielki Szczelinou. Kromě jiných je tam Komin Straconej Szychty, Korytarz Spełnionych Marzeń, Katedra (64 metrový komín), Komin Apokalipsy, Myši Komin (dosud prozkoumán do výšky 100 metrů) a Szczelina Zdechłych Jankesów.
- Korytarz Czołgistów - vodní hodiny ze Sali Jednego Junaka možná se dostat na rozšířené místa kolem Korytarza Czołgistów a vodní hodiny.
- Sifon Grupowy Studnia Trzech je jedna ze tří hlubokých studní (hluboká okolo 100 metrů), které vedou do níže položených sifonů a do Studnię Przedostatnią, která se v hloubce - 659 m končí jezírkem. To je sifon Grupowy.
- Sifon Znaleziony od Wielkiej Szczeliny a Sali kaskád přes promenádu Słońca nebo bajkowo Korytarz je možné přijít do Sali Inki a potom do sifonu Znalezionego (-388 metrů). Toto je nejvýchodněji místo jeskyně.
- Partie Łętowiańskie chodby vycházejí ze Sali kaskádou. Zajímavým místem je : Komin Morawiaków, Kréta Studzienka, Hades, Studnia Wybuchu czy Komin Fuji.
- Studnie Boskich Marmitów další studny, které vedou pod horizontálními chodbami k nejnižším sifonem a do jezírka - sifonu Alfa (-682 metrů).
- Partie pod Studnią Czekoladową vycházejí z promenád Słońca. Jsou to další prostory vedoucí do níže položených sifonů. Začínají se v Studni Czekoladowej a vedou do stromy Wody, kde začíná série studní vedoucích do rzeki zlotých. Jdouce vedle řeky, míjející vodopád přijdeme k jezírku (-667 metrů).
- Partie nad Salą Inka zajímavá místa jsou: Komin na Świat, partie Via ad Caelum, Komin Rzemieślników nebo Meander Anielski Orszak.

## Příroda
V posledních letech se v jeskyni zmenšuje ledová pokrývka. Pravděpodobně je tento jev spojený s jejím průzkumem. Přes nejnížší patro jeskyně protéká vodní tok. Je napájen toky tekoucími z horních pater. V jeskyni jsou četné vodní nádrže. Dosud objevili deset sifonů. Jeskyně je pravděpodobně odvodňována přes Lodowe Źródło (barvení vody se neuskutečnilo). V jeskyni žijí netopýři.

## Objevy
- Jeskyně byla objevena v roce 1959. Objevili ji Danuta Sterla a Stanisław Wójcik.
- Od roku 1984 se jeskyňáři systematicky věnují prozkoumávání jejích prostor.
- V červenci 1988 roce výprava překonala vstupní místa a vstoupili do chodby Poziom 500.
- V roce 1989 jeskyňáři vstoupili do sifonu Drzemiącego.
- V roce 2012 jeskyňáři vstoupili do 100 metrové výšky komína Mysiego.
- V roce 2013 bylo objeveno dalších 30 metrů chodeb.
- V roce 2016 bylo objeveno dalších 300 metrů chodeb.

## Turistika
Jeskyně není pro turisty přístupná